# Funzione zeta di Riemann

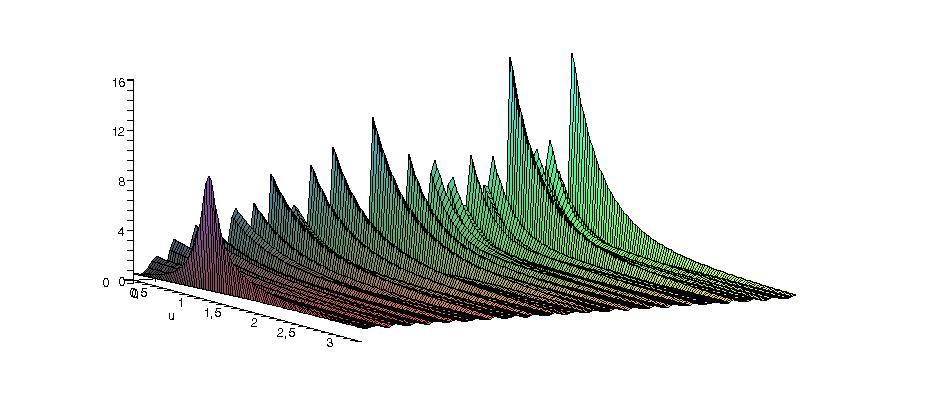
Grafico della funzione di Riemann per e.

In matematica, la funzione zeta di Riemann è una funzione che riveste una fondamentale importanza nella teoria analitica dei numeri e ha notevoli risvolti in fisica, teoria della probabilità e statistica.
I primi risultati riguardanti questa funzione furono ottenuti da Leonhard Euler nel diciottesimo secolo, ma il nome deriva da Bernhard Riemann, che nel testo Über die Anzahl der Primzahlen unter einer gegebenen Grösse, pubblicato nel 1859, mostrò che vi è una relazione tra gli zeri della funzione e la distribuzione dei numeri primi. Riemann in particolare osservò che una congettura sulla posizione degli zeri (la celebre Ipotesi di Riemann) implicherebbe che i primi sono distribuiti con una certa regolarità.

## Definizione e prime proprietà
La funzione zeta di Riemann è definita prolungando analiticamente la serie di Dirichlet
{\displaystyle \zeta (s)={\frac {1}{1^{s}}}+{\frac {1}{2^{s}}}+{\frac {1}{3^{s}}}+\cdots =\sum _{n=1}^{\infty }{\frac {1}{n^{s}}},}
convergente per ogni numero complesso {\displaystyle s} di parte reale {\displaystyle \mathrm {Re} (s)} maggiore di {\displaystyle 1}. Tramite il prolungamento provato da Riemann, la serie di Dirichlet è estesa a una funzione olomorfa su tutto il piano complesso a eccezione di {\displaystyle 1}, dove ha un polo semplice di residuo 1.
La funzione zeta possiede zeri semplici negli interi pari negativi, detti "zeri banali",  mentre tutti gli altri zeri sono disposti simmetricamente rispetto alla retta {\displaystyle \mathrm {Re} (s)={\frac {1}{2}}}, detta "retta critica",  e all'asse reale (ossia, il coniugato di uno zero è ancora uno zero). Inoltre tutti gli zeri sono tutti contenuti nella striscia {\displaystyle 0<\mathrm {Re} (s)<1}, detta "striscia critica".

## Storia

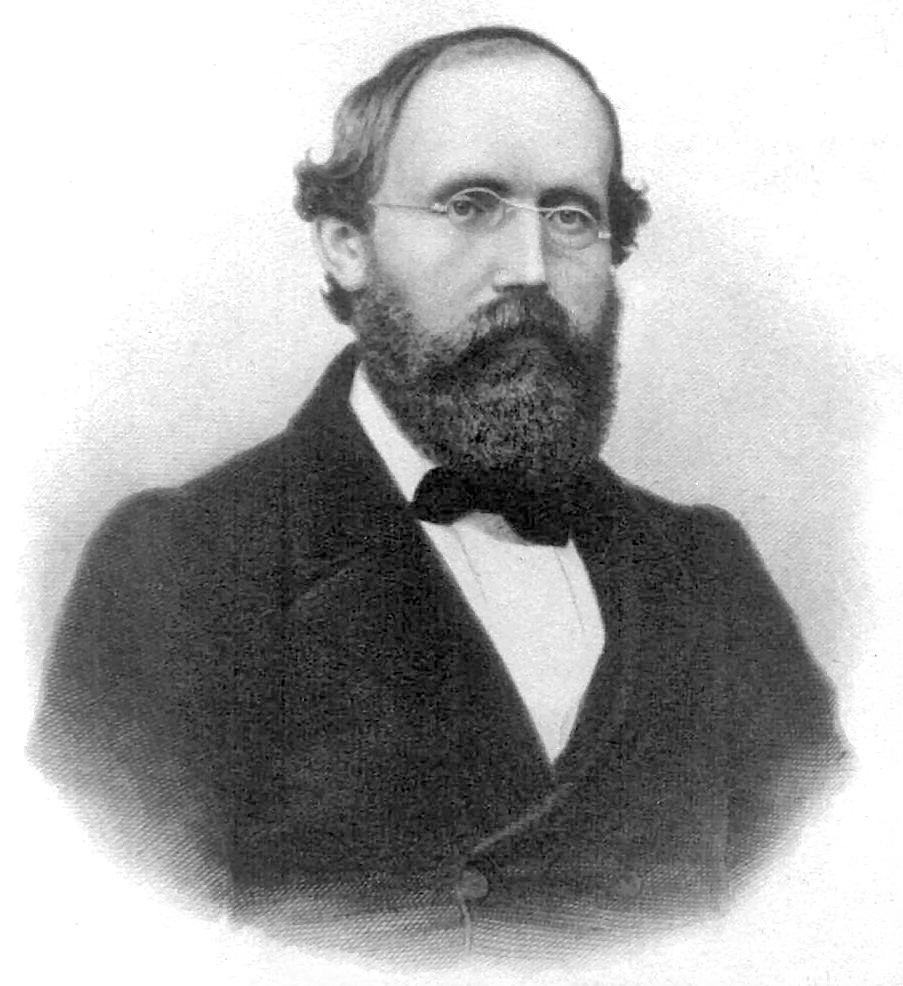
Bernhard Riemann fu il primo ad evidenziare la connessione tra gli zeri della funzione zeta di Riemann e la distribuzione dei numeri primi.

Il primo a notare l'importanza della funzione zeta nello studio dei numeri primi fu Eulero che, nel 1737, dimostrò l'identità, nota come prodotto di Eulero:
{\displaystyle \zeta (x):=\sum _{n=1}^{\infty }{\frac {1}{n^{x}}}=\prod _{p{\text{ primo}}}{\frac {1}{1-p^{-x}}},}
dove {\displaystyle x} è un numero reale maggiore di {\displaystyle 1}. Grazie a questa formula, Eulero dedusse che la serie
{\displaystyle \sum _{p{\text{ primo}}}{\frac {1}{p}}}
diverge, e quindi che i numeri primi sono piuttosto frequenti nell'insieme dei numeri naturali, più dei quadrati perfetti. Si può inoltre notare come il ragionamento di Eulero fornisca anche una diversa dimostrazione del teorema dell'infinità dei numeri primi, già elegantemente dimostrato dalla matematica greca.
Nel secolo seguente Čebyšëv e altri matematici si dedicarono allo studio della comprensione della distribuzione dei numeri primi, utilizzando per lo più metodi di combinatoria e la formula prodotto di Eulero, senza tuttavia riuscire a dimostrare la relazione asintotica
{\displaystyle \pi (x):={\text{ numero di primi minori o uguali a }}x\sim {\frac {x}{\ln x}},}
congetturata da Legendre e ora nota come teorema dei numeri primi.
Fu però con Bernhard Riemann che la funzione zeta iniziò ad assumere un ruolo centrale nella teoria dei numeri. Nel suo unico articolo sull'argomento, Über die Anzahl der Primzahlen unter einer gegebenen Grösse, Riemann considerò la funzione zeta non più solo per una variabile reale {\displaystyle x}, ma per una variabile complessa {\displaystyle s}, e la studiò utilizzando metodi di analisi complessa. I risultati principali ottenuti da Riemann furono:
- la dimostrazione del fatto che la funzione {\displaystyle \zeta } si possa prolungare analiticamente su tutto il piano complesso, ad eccezione di {\displaystyle 1}, in cui la funzione ha un polo semplice;
- la scoperta di un'equazione funzionale (dimostrata in due diversi modi) che permette di mettere in relazione i valori della funzione zeta a destra e a sinistra della retta Re(s)=1/2;[N 1]
- una formula esatta che mostra la dipendenza della funzione enumerativa dei primi dagli zeri della funzione zeta.
- l'introduzione di una nuova funzione olomorfa intera, ξ(s), strettamente legata alla ζ(s), e un abbozzo di dimostrazione di una formula prodotto per ξ(s) (questa formula fu dimostrata rigorosamente solo 34 anni dopo, da Jacques Hadamard).

Oltre a questi risultati, Riemann diede alcune formule senza dimostrazione, tra cui una formula con una stima asintotica del numero di zeri non banali della funzione zeta, e scrisse che è "molto probabile" che tutti questi zeri abbiano parte reale uguale a 1/2. Questa congettura ha preso il nome di ipotesi di Riemann ed è tuttora uno dei problemi aperti più importanti di tutta la matematica (fa parte ad esempio dei ventitré problemi di Hilbert e dei sette problemi per il millennio), per le conseguenze che implicherebbe sulla distribuzione dei numeri primi.
Negli anni a seguire, vari matematici svilupparono ulteriormente le idee di Riemann, e fornirono dimostrazioni rigorose per alcune sue formule. In particolare i risultati più importanti furono ottenuti da von Mangoldt e soprattutto da Hadamard e de la Vallée Poussin. Questi ultimi infatti riuscirono a dimostrare che la funzione zeta non ha zeri nella retta {\displaystyle \mathrm {Re} (s)=1} e da questo ottenere come corollario il teorema dei numeri primi.
Da allora, grossi sforzi sono stati fatti per dimostrare l'ipotesi di Riemann, ma sono stati ottenuti solo risultati parziali che restano molto lontani da quanto congetturato da Riemann. Nell'impossibilità di fare ulteriori progressi in questa direzione, lo sforzo dei teorici dei numeri si è spostato su altri importanti problemi relativi alla funzione zeta: lo studio della crescita della funzione zeta lungo la retta critica, lo studio dei suoi momenti e sulla trascendenza o razionalità dei suoi valori sui numeri naturali dispari.

## Proprietà principali

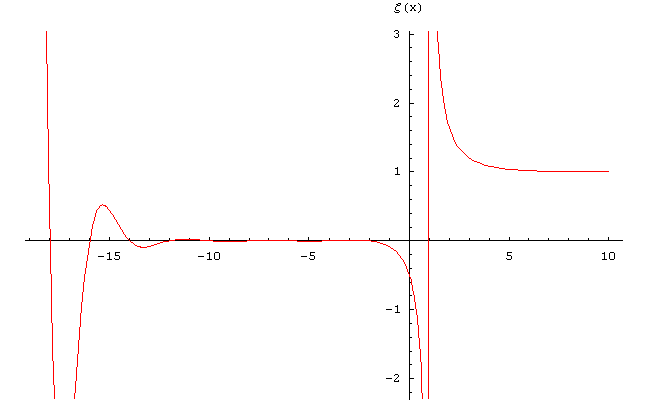
Il grafico cartesiano della funzione zeta per i numeri reali tra -18,5 e 10

### Il prodotto di Eulero
Una delle proprietà fondamentali della funzione zeta di Riemann, è il prodotto di Eulero,
{\displaystyle \zeta (s)=\sum _{n=1}^{\infty }{\frac {1}{n^{s}}}=\prod _{p{\text{ primo}}}{\frac {1}{1-p^{-s}}},}
valida per {\displaystyle \mathrm {Re} (s)>1}, e dove il prodotto è effettuato su tutti i numeri primi {\displaystyle p}. La dimostrazione di questa identità si basa sulla formula per la somma della serie geometrica e il teorema fondamentale dell'aritmetica. Infatti, per {\displaystyle \mathrm {Re} (s)>0}, si può calcolare la somma geometrica
{\displaystyle \sum _{m=0}^{\infty }\left(p^{-s}\right)^{m}={\frac {1}{1-p^{-s}}},}
per ogni primo {\displaystyle p}. Moltiplicando tra loro queste identità per tutti i primi {\displaystyle p}, per {\displaystyle \mathrm {Re} (s)>1} (questa ulteriore restrizione serve per assicurare la convergenza assoluta, necessaria anche per le successive manipolazioni) si ha:
{\displaystyle {\begin{aligned}\prod _{p{\text{ primo}}}{\frac {1}{1-p^{-s}}}&=\prod _{p{\text{ primo}}}\left(\sum _{m=0}^{\infty }\left(p^{-s}\right)^{m}\right)\\&=\left(1+2^{-s}+(2^{2})^{-s}+(2^{3})^{-s}+\cdots \right)\cdot \left(1+3^{-s}+(3^{2})^{-s}+(3^{3})^{-s}+\cdots \right)\cdot \left(1+5^{-s}+(5^{2})^{-s}+(5^{3})^{-s}+\cdots \right)\cdots \\&=1+2^{-s}+3^{-s}+(2^{2})^{-s}+5^{-s}+(2\cdot 3)^{-s}+\cdots \\&=\zeta (s),\end{aligned}}}
dato che per il teorema fondamentale dell'aritmetica ogni numero naturale si può decomporre in maniera unica come prodotto di potenze di primi.
È interessante notare che la formula di Eulero ha come conseguenza che vi sono infiniti numeri primi. Infatti, se vi fosse solo un numero finito di numeri primi allora il prodotto di Eulero sarebbe un prodotto finito e quindi sarebbe definito anche per {\displaystyle s=1}, mentre in tale punto la funzione zeta ha un polo. Sebbene possa sembrare esageratamente complicata per un teorema di cui esistono dimostrazioni elementari, questa dimostrazione è molto importante in quanto una sua generalizzazione è stata usata da Dirichlet per dimostrare il teorema dell'infinità dei numeri primi nelle progressioni aritmetiche.
Questo prodotto è all'origine del collegamento tra funzione zeta e numeri primi.

### Alcune serie correlate
Oltre alla serie che viene solitamente usata per definirla, la funzione zeta di Riemann è strettamente collegata anche con alcune altre serie di Dirichlet. Tra queste, è di fondamentale importanza la serie per la derivata logaritmica della funzione zeta,
{\displaystyle {\frac {\zeta '}{\zeta }}(s)=-\sum _{n=1}^{\infty }{\frac {\Lambda (n)}{n^{s}}},\qquad \mathrm {Re} (s)>1,}
che si ottiene derivando il logaritmo del prodotto di Eulero. La funzione {\displaystyle \Lambda } è la Funzione di von Mangoldt, una funzione che è diversa da zero solo nelle potenze dei numeri primi. Da questa identità si può ricavare facilmente, attraverso l'uso della somma per parti, la formula
{\displaystyle {\frac {\zeta '}{\zeta }}(s)=-s\int _{1}^{+\infty }{\frac {\psi (x)}{x^{s+1}}}\,dx,\qquad \mathrm {Re} (s)>1,}
dove
{\displaystyle \psi (x):=\sum _{n\leq x}\Lambda (n)}
è la funzione ψ di Čebyšëv, sostanzialmente una versione pesata della funzione enumerativa dei primi, {\displaystyle \pi (x)}.
Altre serie di Dirichlet importanti collegate con la funzione zeta sono
{\displaystyle {\frac {1}{\zeta (s)}}=\sum _{n=1}^{\infty }{\frac {\mu (n)}{n^{s}}},\qquad \mathrm {Re} (s)>1,}
dove {\displaystyle \mu } è la funzione di Möbius, e
{\displaystyle \zeta ^{k}(s)=\sum _{n=1}^{\infty }{\frac {d_{k}(n)}{n^{s}}},\qquad \mathrm {Re} (s)>1,}
dove {\displaystyle d_{k}(n)} è il numero di rappresentazioni di {\displaystyle n} come prodotto di {\displaystyle k} interi maggiori di {\displaystyle 1}. In particolare,
{\displaystyle \zeta ^{2}(s)=\sum _{n=1}^{\infty }{\frac {d(n)}{n^{s}}},\qquad \mathrm {Re} (s)>1,}
dove {\displaystyle d} è la funzione divisore.
Anche la funzione eta di Dirichlet
{\displaystyle \eta (s)=\sum _{n=1}^{\infty }{\frac {(-1)^{n-1}}{n^{s}}},\qquad \mathrm {Re} (s)>0,}
è legata alla funzione zeta di Riemann, tramite la relazione
{\displaystyle \eta (s)=\left(1-2^{1-s}\right)\zeta (s),}
e può essere usata per prolungare analiticamente la funzione zeta sul semipiano {\displaystyle \mathrm {Re} (s)>0}.

### Equazione funzionale
Una delle proprietà più importanti della funzione zeta di Riemann è che soddisfa la seguente equazione funzionale:
{\displaystyle \zeta (s)=2^{s}\pi ^{s-1}\sin \left({\frac {\pi s}{2}}\right)\Gamma (1-s)\zeta (1-s),}
ove {\displaystyle \Gamma (s)} è la funzione Gamma. Questa formula è un'uguaglianza tra funzioni meromorfe valida su tutto il piano complesso. Per {\displaystyle s} di parte reale negativa, tutte le funzioni a destra dell'uguaglianza non hanno poli. Quindi, dato che negli interi pari la funzione seno ha zeri semplici, segue che la funzione zeta ha zeri semplici (detti zeri banali) negli interi negativi.
Questa equazione può essere vista come una formula di riflessione rispetto a s = 1/2 e permette di esprimere la funzione zeta a sinistra della retta Re(s) = 1/2 in termine della funzione zeta a destra di tale retta e di alcune funzioni ben note. La funzione zeta di Riemann si può "completare", andando a formare la funzione Xi di Riemann,
{\displaystyle \xi (s)={\frac {1}{2}}s(s-1)\pi ^{-{\frac {s}{2}}}\Gamma \left({\frac {s}{2}}\right)\zeta (s),}
che è olomorfa intera e ha gli zeri esattamente sugli zeri non banali della funzione zeta. Inoltre soddisfa l'equazione funzionale simmetrica
{\displaystyle \xi (s)=\xi (1-s).}

## Gli zeri e l'ipotesi di Riemann

A parte gli zeri "banali", presenti negli interi pari negativi, la funzione zeta non ha zeri a destra di σ=1 e a sinistra di σ=0 (né possono esserci zeri "vicini" a tali due rette). Inoltre, gli zeri non banali sono simmetrici rispetto alle rette σ=1/2 e t=0 e, secondo quanto ipotizzato da Riemann, appartengono tutti alla retta σ=1/2.

Il prodotto di Eulero ha come immediata conseguenza che la funzione zeta non ha zeri nel semipiano Re(s) > 1. Inoltre, grazie all'equazione funzionale, da ciò segue che gli unici zeri che la funzione zeta ha nel semipiano Re(s) < 0 sono gli zeri banali. Gli zeri restanti possono quindi essere solo nella striscia 0 ≤ Re(s) ≤ 1 e, sempre grazie all'equazione funzionale, sono simmetrici rispetto a s = 1/2 e anche rispetto alla retta Im(s) = 0. Di conseguenza, per ogni zero non banale σ + it ve n'è un altro in σ - it ed altri due in 1 -σ ± it (questi zeri coincidono con i precedenti se σ = 1/2). Inoltre, nelle loro dimostrazioni del teorema dei numeri primi, Hadamard e de la Vallée Poussin mostrarono che la funzione zeta non ha zeri neanche nella retta Re(s) = 1 (e dunque, per l'equazione funzionale, neanche in Re(s) = 0). In particolare, tutti gli zeri non banali della funzione zeta sono nella striscia 0 < Re(s) < 1, che viene dunque detta striscia critica. Nella sua memoria del 1859, Riemann ha espresso la sua convinzione che gli zeri siano disposti proprio al centro di tale striscia, nella retta Re(s) = 1/2 (la retta critica); questa congettura è tuttora aperta ed ha preso il nome di ipotesi di Riemann (in inglese Riemann hypothesis o RH).

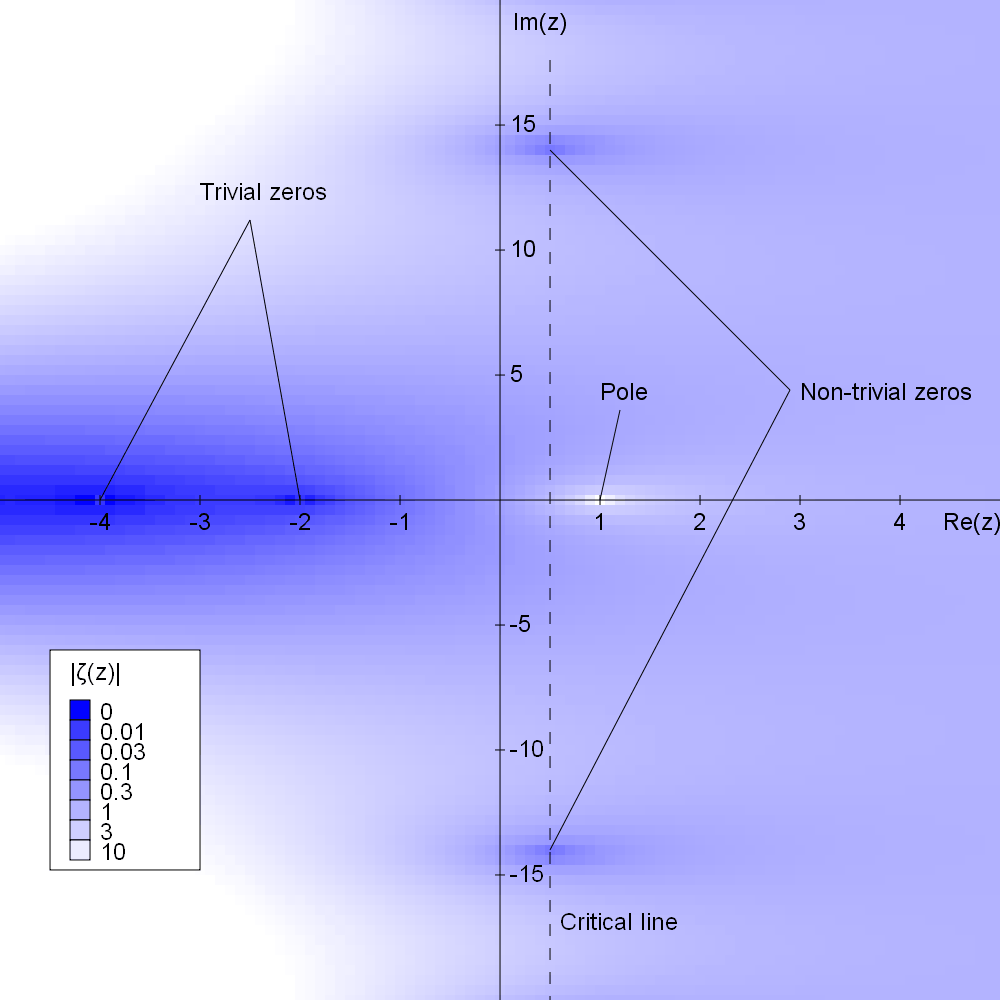
I valori assoluti della funzione zeta nel piano complesso. A un valore più scuro corrisponde un valore assoluto più piccolo

L'ipotesi di Riemann è molto lontana dall'essere dimostrata e non è ancora noto se esista un ε > 0 tale che tutti gli zeri σ + it di ζ stiano in σ  <1-ε (l'ipotesi di Riemann corrisponde a ε = 1/2). Tuttavia, qualche risultato parziale è stato ottenuto; il primo ad estendere la regione priva di zeri (zero-free region) è stato de la Vallée Poussin, che nel 1899 ha provato che gli zeri della funzione zeta di Riemann soddisfano la disequazione
{\displaystyle \sigma <1-{\frac {C}{\log(|t|+2)}},}
per una costante {\displaystyle C>0}. Questo risultato è stato leggermente migliorato nel corso degli anni, con progressi portati da John Edensor Littlewood, Nikolai Chudakov, Nikolai Mikhailovich Korobov e Ivan Matveevič Vinogradov. Quest'ultimo nel 1958 ha dimostrato che
{\displaystyle \sigma <1-{\frac {C}{(\log |t|)^{\frac {2}{3}}(\log \log |t|)^{\frac {1}{3}}}},}
per {\displaystyle t>3} e per una costante {\displaystyle C>0.} Se si eccettua per alcuni miglioramenti alla costante {\displaystyle C} (il più recente dei quali è dovuto a Ford, che ha dimostrato che si può prendere {\displaystyle C={\tfrac {1}{57,54}}}), il teorema di Vinogradov è tuttora la migliore disuguaglianza nota per la regione priva di zeri.

### La formula di Riemann-von Mangoldt
Nella memoria di Riemann è presente una stima asintotica per il numero di zeri non banali con parte immaginaria compresa tra {\displaystyle 0} e {\displaystyle T} per {\displaystyle T} che tende all'infinito. Definito
{\displaystyle N(T):=\#\left\{\sigma +it\mid \ \zeta (\sigma +it)=0,\ 0<t<T,0<\sigma <1\right\},}
dove {\displaystyle \#} denota la cardinalità dell'insieme, si ha
{\displaystyle N(T)={\frac {T}{2\pi }}\log {\frac {T}{2\pi e}}+{\frac {7}{8}}+S(T)+O\left({\frac {1}{T}}\right),}
dove {\displaystyle O} denota il simbolo di Landau e
{\displaystyle S(T):={\frac {1}{\pi }}\arg \left(\zeta \left({\frac {1}{2}}+iT\right)\right)=O(\log T)}
e {\displaystyle \arg } indica l'argomento. Questa formula, enunciata da Riemann, è stata dimostrata da von Mangoldt nel 1905 ed è nota come formula di Riemann-von Mangoldt.
È chiaro che l'ipotesi di Riemann è vera se e solo se {\displaystyle N(T)} coincide con
{\displaystyle N_{0}(T):=\#\left\{{\frac {1}{2}}+it\mid \ \zeta \left({\frac {1}{2}}+it\right)=0,\ 0<t<T\right\}.}
Il primo risultato rilevante in questa direzione è dovuto a Hardy e Littlewood, che hanno provato che
{\displaystyle N_{0}(T)\gg T.}
Successivamente Selberg ha migliorato questa stima dimostrando che
{\displaystyle N_{0}(T)\geq \kappa N(T)}
per una qualche costante κ > 0. Successivamente ci sono stati vari miglioramenti a questa costante, tra i quali i più rilevanti sono quelli di Levinson e Conrey che hanno dimostrato rispettivamente che si può prendere κ = 1/3 e κ = 2/5.
Un'altra importante congettura sulla funzione zeta di Riemann (detta congettura degli zeri semplici o, in inglese, Simple Zeros Conjecture) asserisce che tutti gli zeri della funzione sono semplici. I risultati ottenuti a proposito della percentuale degli zeri semplici sono molto simili a quelli per la percentuale degli zeri sulla retta critica ed anche in questo caso è stato provato che
{\displaystyle N_{0}^{*}(T):=\#\left\{{\frac {1}{2}}+it\mid \ \zeta \left({\frac {1}{2}}+it\right)=0,\zeta '\left({\frac {1}{2}}+it\right)\neq 0,\ 0<t<T\right\}\geq \kappa ^{*}N_{0}(T).}
per una costante κ* > 2/5.

### Correlazione tra gli zeri
Dalla formula asintotica per N(T) è facile dimostrare che, assumendo l'ipotesi di Riemann, la distanza media tra due zeri consecutivi di ζ(s) ad altezza T è 2Π/logT. Ci possono però essere intervalli insolitamente lunghi ed insolitamente corti senza zeri ed infatti, assumendo l'ipotesi di Riemann ed indicando con {\displaystyle {\frac {1}{2}}+\gamma _{n}} l'n-esimo zero non banale (di parte immaginaria positiva) della funzione zeta di Riemann, si ha che esistono due costanti λ1 < 1 e λ2 > 1 tali che
{\displaystyle \liminf {\frac {\gamma _{n+1}-\gamma _{n}}{2\pi /\log \gamma _{n}}}<\lambda _{1}}
e
{\displaystyle \limsup {\frac {\gamma _{n+1}-\gamma _{n}}{2\pi /\log \gamma _{n}}}>\lambda _{2}.}
Un'importante congettura sugli zeri della funzione zeta di Riemann è la congettura della correlazione delle coppie di Hugh Montgomery (in inglese, pair correlation conjecture). Questa congettura afferma che, per ogni β > α > 0, si ha
{\displaystyle \left\{\gamma ,\gamma '\in [0,T]\mid \zeta \left({\frac {1}{2}}+\gamma \right)=0,\zeta \left({\frac {1}{2}}+\gamma '\right)=0,\ {\frac {2\pi \alpha }{\log T}}\leq \gamma -\gamma '\leq {\frac {2\pi \beta }{\log T}}\right\}\sim N(T)\int _{\alpha }^{\beta }\left(1-\left({\frac {\sin \pi u}{u}}\right)^{2}\right)\,du,}
per {\displaystyle T} che tende all'infinito.

## Serie di Laurent
La funzione zeta di Riemann ha un polo semplice in {\displaystyle s=1,} la sua serie di Laurent in tale punto è
{\displaystyle \zeta (s)={\frac {1}{s-1}}+\sum _{n=0}^{\infty }{{\frac {(-1)^{n}}{n!}}\gamma _{n}(s-1)^{n}},}
dove le costanti sono chiamate costanti di Stieltjes e sono definite come:
{\displaystyle \gamma _{k}={\frac {(-1)^{k}}{k!}}\lim _{N\rightarrow \infty }\left(\sum _{m\leq N}{\frac {\ln ^{k}m}{m}}-{\frac {\ln ^{k+1}N}{k+1}}\right).}
La costante {\displaystyle \gamma _{0}} è dunque la costante di Eulero-Mascheroni.

## Prodotto di Hadamard
Sulla base del teorema di fattorizzazione di Weierstrass, Jacques Hadamard dimostrò che:
{\displaystyle \zeta (s)={\frac {e^{s\left(\ln(2\pi )-1+{\frac {\gamma }{2}}\right)}}{2(s-1)\Gamma (1+s/2)}}\cdot \prod _{\rho }\left(1-{\frac {s}{\rho }}\right)e^{s/\rho },}
dove {\displaystyle \gamma } è la costante di Eulero-Mascheroni e {\displaystyle \rho } sono gli zeri non banali della funzione zeta.

## Relazione con la funzione digamma
La funzione zeta compare nello sviluppo in serie di Taylor della funzione digamma:
{\displaystyle \psi _{0}(z+1)=\sum _{k=0}^{\infty }(-1)^{k+1}\zeta (k+1)z^{k}.}

### Relazione con la trasformata di Mellin
La trasformata di Mellin di una funzione {\displaystyle f(x)} è definita come:
{\displaystyle \{{\mathcal {M}}f\}(s)=\int _{0}^{+\infty }f(x)x^{s-1}dx.}
Essa è collegata alla funzione zeta. Infatti:
{\displaystyle \Gamma (s)\zeta (s)=\left\{{\mathcal {M}}\left({\frac {1}{e^{x}-1}}\right)\right\}(s).}
dove {\displaystyle \Gamma (s)} è la funzione Gamma di Eulero.
Ciò equivale a dire che:
{\displaystyle \zeta (s)={\frac {1}{\Gamma (s)}}\int _{0}^{+\infty }{\frac {x^{s-1}}{e^{x}-1}}dx.}
Questa rappresentazione converge per {\displaystyle \mathrm {Re} (s)>1} e non può essere dunque usata per estendere il dominio della funzione.
Se π(x) è il numero di numeri primi compresi tra {\displaystyle 0} e {\displaystyle x} allora possiamo scrivere che:
{\displaystyle \ln \zeta (s)=s\int _{0}^{+\infty }{\frac {\pi (x)}{x(x^{s}-1)}}\,dx.}
E considerando la funzione {\displaystyle J(x)} come {\displaystyle J(x)=\sum {\frac {\pi (x^{1/n})}{n}}} abbiamo che:
{\displaystyle {\frac {\ln \zeta (s)}{s}}=\left\{{\mathcal {M}}J\right\}(-s).}

## I valori della funzione zeta

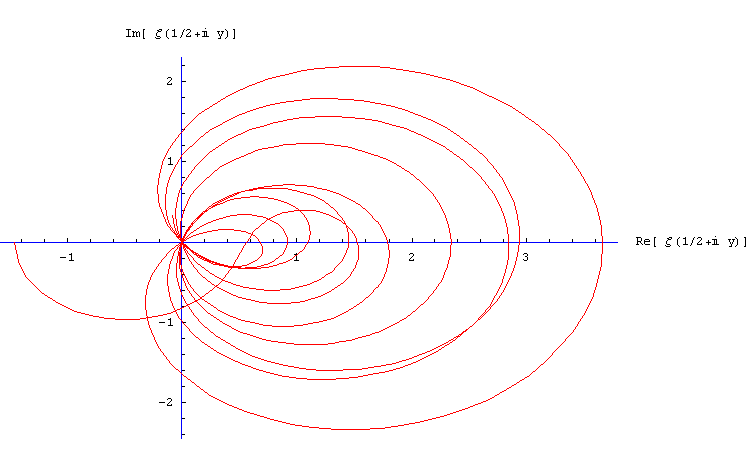
L'immagine mostra i valori per la parte reale ed immaginaria di con y che varia tra 0 e 50.

Il calcolo dei valori esatti della funzione zeta è stato un compito piuttosto difficile: Eulero riuscì nel 1735 ad avere una formula esatta per la funzione zeta di {\displaystyle 2}. Il suo metodo si poteva applicare per tutti gli {\displaystyle s} pari:
{\displaystyle \zeta (2)=1+{\frac {1}{2^{2}}}+{\frac {1}{3^{2}}}+\cdots ={\frac {\pi ^{2}}{6}}\approx 1,645}; la dimostrazione di questo fatto è la soluzione del problema di Basilea.
{\displaystyle \zeta (4)=1+{\frac {1}{2^{4}}}+{\frac {1}{3^{4}}}+\cdots ={\frac {\pi ^{4}}{90}}\approx 1,0823}
{\displaystyle \zeta (6)=1+{\frac {1}{2^{6}}}+{\frac {1}{3^{6}}}+\cdots ={\frac {\pi ^{6}}{945}}\approx 1,0173}
Più in generale è stato dimostrato che:
{\displaystyle \zeta (2n)={\frac {2^{2n-1}\pi ^{2n}|B_{2n}|}{(2n)!}},}
dove {\displaystyle B_{n}} è l'{\displaystyle n}-esimo numero di Bernoulli. Non sono note formule analoghe, per i valori della funzione zeta in corrispondenza di {\displaystyle s=3} né per altri valori dispari (e maggiori di {\displaystyle 1}) di {\displaystyle s}. Sommando i primi termini della serie che definisce la funzione zeta si possono però ottenere valori approssimati:
{\displaystyle \zeta (3)=1+{\frac {1}{2^{3}}}+{\frac {1}{3^{3}}}+\cdots \approx 1,202,}
{\displaystyle \zeta (5)=1+{\frac {1}{2^{5}}}+{\frac {1}{3^{5}}}+\cdots \approx 1,0369,}
{\displaystyle \zeta (7)=1+{\frac {1}{2^{7}}}+{\frac {1}{3^{7}}}+\cdots \approx 1,0083.}
La razionalità e la trascendenza di questi valori è da molti anni al centro dell'interesse di molti studiosi di teoria dei numeri trascendenti. Al 2014, non è noto se essi siano trascendenti o meno, mentre l'irrazionalità è stata dimostrata solo per la costante di Apéry ζ(3) da Roger Apéry nel 1978. Ci sono inoltre altri risultati parziali sull'irrazionalità di queste costanti; ad esempio, è stato dimostrato che almeno uno tra ζ(5), ζ(7), ζ(9), e ζ(11) è irrazionale.

### Altri valori
{\displaystyle \zeta (3/2)\approx 2,612}
{\displaystyle \zeta (5/2)\approx 1,341}
{\displaystyle \zeta (7/2)\approx 1,127}
{\displaystyle \zeta (-1)=-{\frac {1}{12}}}
{\displaystyle \zeta (0)=-{\frac {1}{2}}}

### Il lavoro di Riemann
Molto prima che Hadamard e de la Vallée Poussin dimostrassero il teorema dei numeri primi, Bernhard Riemann pubblicò nel 1859 (come accennato) un articolo in cui trattava la funzione zeta. Oltre a estendere il dominio della funzione tramite prolungamenti analitici Riemann, partendo dal prodotto di Eulero, dimostrò una formula straordinaria che esprimeva appieno la correlazione tra numeri primi e funzione zeta
{\displaystyle \pi (x)=\sum _{m=1}^{\infty }{\mu (m){\frac {J(x^{1/m})}{m}}},}
dove
{\displaystyle J(x)=\mathrm {li} (x)-\sum _{\rho }{\mathrm {li} (x^{\rho })}-\log 2+\int _{x}^{+\infty }{{\frac {1}{u^{2}-1}}\cdot {\frac {du}{u\ln u}}},}
con {\displaystyle \mathrm {li} (x)} che è il logaritmo integrale e la serie sulla destra è sommata su tutti gli zeri non banali {\displaystyle \rho } della funzione zeta di Riemann. La formula dà sempre un valore numerico reale anche se i {\displaystyle \rho } sono numeri complessi. Questo è dovuto al fatto che le parti immaginarie degli zeri sono simmetriche rispetto all'origine. In altre parole se {\displaystyle \zeta (a+bi)=0} anche {\displaystyle \zeta (a-bi)=0} e questa proprietà si estende anche a {\displaystyle \mathrm {li} (x^{\rho })}. Sommando dunque queste quantità la parte immaginaria si annulla.

## Citazioni in letteratura
La funzione Zeta di Riemann è il tema della Tesi di Laurea discussa dal personaggio di Mattia Balossino, protagonista del romanzo Premio Strega e Premio Campiello nel 2008, La solitudine dei numeri primi del noto scrittore torinese Paolo Giordano (scrittore) e da cui il regista Saverio Costanzo nel 2010 ha tratto l'omonimo film.